# تابوت (ترانه)
«تابوت» (به انگلیسی: Coffin) آهنگی از خواننده-ترانه‌سرای کانادایی جسی ریز است که همراه خواننده آمریکایی امینم آن را منتشر کرده‌است. این ترانه در ۲۷ مارس ۲۰۲۰ از طریق آیلند رکوردز منتشر شد.